# Velibor Radović
Velibor "Borko" Radović (Titograd (danas Podgorica), 16. ožujka 1972.) je crnogorsko-izraelski bivši košarkaš i današnji košarkaški trener, koji je, kao mlad igrač, nastupao i za splitsku Jugoplastiku, u slavnoj generaciji, s kojom je osvojio dva uzastopna naslova europskog prvaka, današnja Euroliga. Jedan naslov u FIBA Suproligi osvojio je s izraelskim Maccabijem. Igrajući za Maccabi, oženio se Izraelkom i dobio izraelsko državljanstvo.

## Vanjske poveznice
- Velibor Radović Euroleague Profile
- Player Profile - www.safsal.co.il  Arhivirana inačica izvorne stranice od 19. srpnja 2011. (Wayback Machine)